# Açominas
A Gerdau Açominas é uma siderúrgica do Brasil que iniciou sua operação em 1986. Sua usina "Presidente Artur Bernardes", localizada nos municípios de Congonhas e Ouro Branco, em Minas Gerais, possui uma área total de cerca de dez mil hectares. A planta tem capacidade instalada para produzir três milhões de toneladas de aço líquido por ano.
Seu mix de produtos é formado por tarugos, placas, blocos, perfis estruturais laminados de abas paralelas, fio-máquina, além de produtos carboquímicos. A unidade exporta em torno de 70% de sua produção para mais de 40 países, consagrando-se como uma das maiores exportadoras de aço do Estado de Minas Gerais e do País.

## História
Anos 20
- 1924 - O presidente da república Arthur Bernardes assina decreto 4.081, de 09/01, que autoriza a criação de uma siderúrgica no Vale do Paraopeba. A autorização foi renovada pela Lei 2.865 de 12 de setembro de 1963.

Anos 60
- 1968 - Com quatro anos de regime militar no Brasil, a empresa recebe a razão social de Aço Minas Gerais S/A - Açominas pela lei 4.827 de 18 de junho de 1968.

Anos 70
- 1975 - O governo de Minas Gerais assume o controle acionário da empresa.
- 1976 - O governo de Minas Gerais transfere o controle acionário da Açominas para a estatal Siderúrgicas Brasileiras S/A - Siderbrás, holding do governo federal que destinava a generais do regime militar o controle também de outras siderúrgicas, como a CSN e Usiminas. A transferência é feita através de acordo de acionistas no dia 7 de outubro de 1976.
- 1976 - É definida a localização da usina. O Presidente da república, General Ernesto Geisel crava a estaca inicial simbólica da usina, nos arredores da cidade de Ouro Branco. Apesar da proximidade com a área urbana de Ouro Branco, o território da usina está em quase 90% dentro do município de Congonhas. O governador de Minas Gerais Aureliano Chaves assina o decreto 17.773 declarando de "utilidade pública e interesse social" a área onde será implantada a usina, para efeito de desapropriação de terrenos situados no município de Ouro Branco. É assinado em Londres, pelo Presidente da república, General Ernesto Geisel, um memorando de entendimentos com um grupo amigo europeu, assegurando dinheiro limpo do exterior para a implantação da usina. Começam a chegar as primeiras máquinas para início das obras de  terraplanagem.
- 1977 - Iniciam-se as obras de engenharia civil do alto-forno.
- 1978 - Marca a chegada dos primeiro equipamentos à usina, vindos da Inglaterra. As obras de montagem começaram em junho. No pico das obras, 22.000 homens trabalharam no local sob condições desconhecidas.

Anos 80
- 1985 - O Presidente da república, General  João Batista Figueiredo assina o decreto-lei nº 90.929, dando à usina o nome de Usina Presidente Arthur Bernardes.
- 1986 - O presidente da República José Sarney inaugura a Usina Presidente Arthur Bernardes, em Ouro Branco.

Anos 90
- 1991 - É lançado o plano de privatização das siderúrgicas estatais.
- 1993 - É fundado o Fundo de Participação Acionária dos Empregados da Açominas - CEA, possibilitando aos funcionários a compra de 20% das ações no leilão de privatização da Açominas. A Aço Minas Gerais - Açominas é privatizada. O leilão é vencido pelo consórcio formado pela CEA, Grupo Mendes Júnior, Banco Econômico, Banco de Crédito Nacional, BEMGE/Credireal, Vale e Aços Villares. Primeiro acordo de acionistas garante o controle acionário da empresa para o Grupo Mendes Júnior e o CEA.
- 1995 - Reestruturação societária, com a saída do Grupo Mendes Júnior, resulta em novo acordo de acionistas. Inicia-se o processo de recuperação financeira da empresa. O CEA convida Wilson Brumer para presidir o conselho de administração.
- 1997 - O grupo Gerdau e a Natsteel passam a participar da sociedade e assinam, juntamente com o CEA, o novo acordo de acionistas. Inicio da etapa A de modernização da usina: lingotamento contínuo, reforma na sinterização. O conselheiro Marco Antonio Pepino, presidente do CEA, é indicado para assumir a presidencia do conselho de administração.
- 1999 - O diretor-presidente do grupo Gerdau, Jorge Gerdau Johannpeter, é eleito presidente do conselho de administração da Açominas e o diretor-presidente do CEA, Marco Antonio Pepino, é eleito vice-presidente do conselho. Gerdau, Natsteel, Econômico e CEA capitalizam a empresa. Inicio da etapa B verticalização do mix de produtos: aquisição de unidade produtiva em São Paulo para produção de dormentes, vergalhões, perfis em U e cantoneiras. Reforma aumenta capacidade produtiva do alto-forno. Implantação de gestão com foco no operador. Programa de apoio a segurança PAS e prêmio TOP de segurança. Gerdau adquire ações do Banco Econômico.

Anos 2000

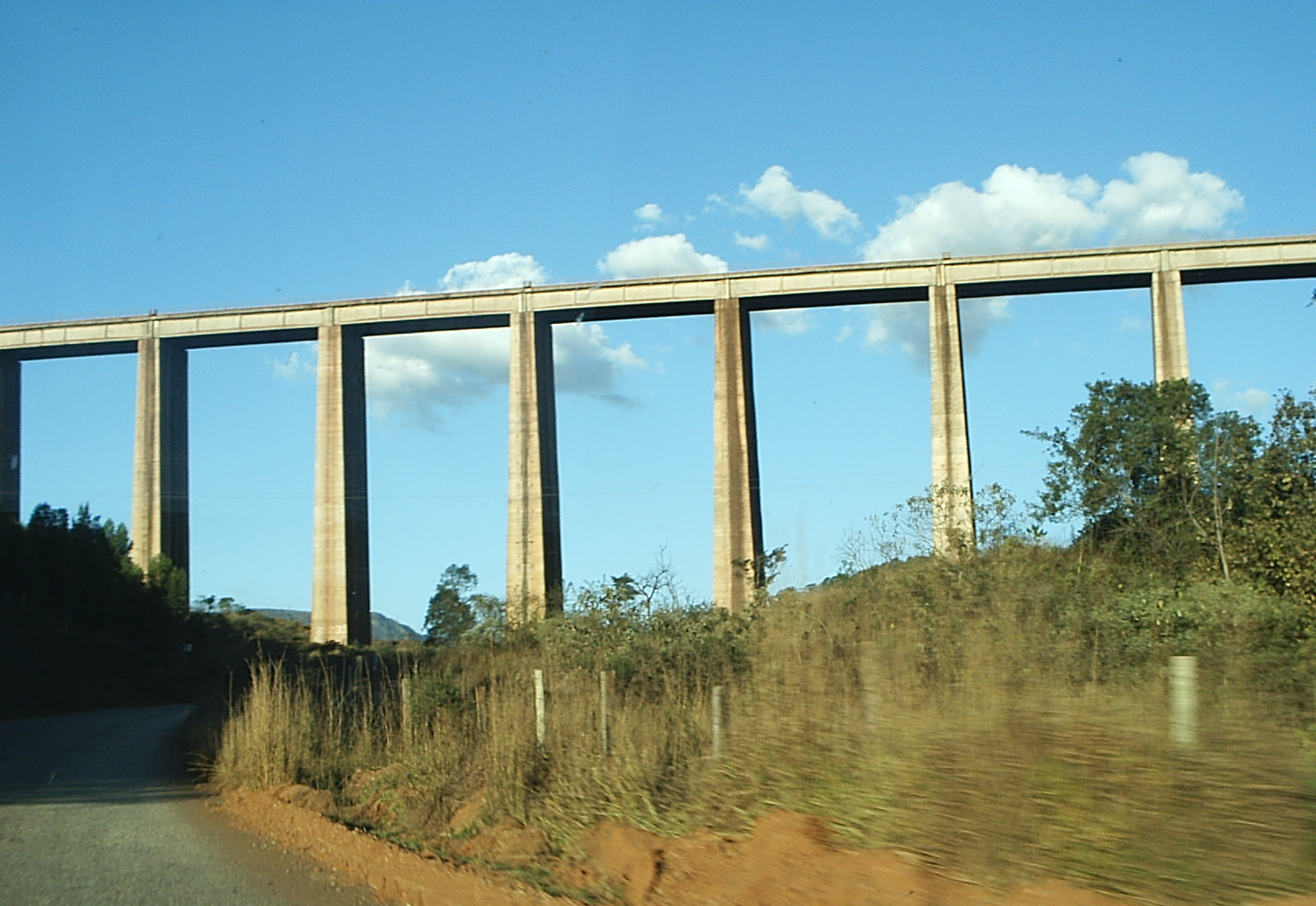
Ponte ferroviária da unidade da Gerdau Açominas na cidade de Ouro Branco, no estado de Minas Gerais.

- 2001 - O grupo Gerdau completa cem anos.
- 2002 - Inicio da produção de perfis laminados de abas paralelas, os perfis Gerdau-Açominas. O grupo Gerdau compra ações da Natsteel e assume posição majoritária no controle acionário da Açominas. Acordo de acionistas passa a ter dois signatários, Gerdau e CEA.
- 2003 - O CEA completa 10 anos. A empresa completa 20 milhões de toneladas exportadas. Empresa inicia nova securitização de recebíveis para cobertura de perfil da dívida e reforço para novos investimentos. A Açominas e o grupo Gerdau anunciam a integração de seus ativos financeiros, criando a Gerdau Açominas S/A, empresa que responde pelas operações do grupo Gerdau no Brasil. A Gerdau Açominas é divida em três Operações de Negócios, entre elas a ON Gerdau Açominas.
- 2004 - Começam estudos para duplicação da Usina, que prevê investimentos totais da ordem de US$ 1,2 bilhão.

- 2006 - A empresa inicia no seguimento de mineração, com as Minas Miguel Burnier e Varzea do Lopes (Ferro) e Mina Dom Bosco (Manganês), todas as minas ficam num entorno de 100KM da Usina, e anteriormente eram de propriedade do Grupo Votorantim.
- 2007 - a Gerdau compra o restante das ações em poder do CEA, correspondentes 2,89% do capital social em cada uma das seguintes empresas: Gerdau Aços Longos S.A., Gerdau Açominas S.A., Gerdau Aços Especiais S.A. e Gerdau Comercial de Aços S.A. É iniciada a produção do Alto-forno II, e juntamente com a Sinterização II, Coqueria II, Lingotamento contínuo de blocos, expansões da Aciaria e do Porto de Praia Mole no Espírito Santo, é concretizada a primeira fase de expansão. Essa expansão aumentou sua capacidade produtiva anual em 50%, atingindo 4,5 milhões de toneladas anuais e também marcou o início da alto-suficiência em minério de ferro, extraído em suas próprias minas em terras da República Federativa do Brasil.[1]